# Episodi di Una serie di sfortunati eventi (seconda stagione)
La seconda stagione della serie televisiva Una serie di sfortunati eventi, composta da 10 episodi, è stata interamente pubblicata, sul servizio di video on demand Netflix, il 30 marzo 2018, in tutti i territori in cui il servizio è disponibile.
La stagione adatta dal quinto al nono libro della serie di romanzi di Lemony Snicket: L'atroce accademia, L'ascensore ansiogeno, Il vile villaggio, L'ostile ospedale e Il carosello carnivoro.
| nº | Titolo originale                   | Titolo italiano                  | Pubblicazione USA | Pubblicazione Italia |
| -- | ---------------------------------- | -------------------------------- | ----------------- | -------------------- |
| 1  | The Austere Academy: Part One      | L'atroce accademia - Parte 1     | 30 marzo 2018     | 30 marzo 2018        |
| 2  | The Austere Academy: Part Two      | L'atroce accademia - Parte 2     | 30 marzo 2018     | 30 marzo 2018        |
| 3  | The Ersatz Elevator: Part One      | L'ascensore ansiogeno - Parte 1  | 30 marzo 2018     | 30 marzo 2018        |
| 4  | The Ersatz Elevator: Part Two      | L'ascensore ansiogeno - Parte 2  | 30 marzo 2018     | 30 marzo 2018        |
| 5  | The Vile Village: Part One         | Il vile villaggio - Parte 1      | 30 marzo 2018     | 30 marzo 2018        |
| 6  | The Vile Village: Part Two         | Il vile villaggio - Parte 2      | 30 marzo 2018     | 30 marzo 2018        |
| 7  | The Hostile Hospital: Part One     | L'ostile ospedale - Parte 1      | 30 marzo 2018     | 30 marzo 2018        |
| 8  | The Hostile Hospital: Part Two     | L'ostile ospedale - Parte 2      | 30 marzo 2018     | 30 marzo 2018        |
| 9  | The Carnivorous Carnival: Part One | Il carosello carnivoro - Parte 1 | 30 marzo 2018     | 30 marzo 2018        |
| 10 | The Carnivorous Carnival: Part Two | Il carosello carnivoro - Parte 2 | 30 marzo 2018     | 30 marzo 2018        |

## L'atroce accademia - Parte 1
- Diretto da: Barry Sonnenfeld
- Scritto da: Daniel Handler

### Trama
I Baudelaire vengono presentati alla vita nella Prufrock Preparatory School, l'istituto al quale sono stati affidati dal signor Poe; vengono subito accolti da un ambiente ostile, conoscendo lo sgradevole vicepreside Nero, che si autoconsidera un genio della musica nonostante suoni malissimo il proprio violino, e una nuova compagna di nome Carmelita Ghette, dal carattere terribile e maleducato che subito prende di mira i tre orfani. Le uniche belle persone della scuola sono la bibliotecaria Olivia Caliban, dal carattere gentile e disponibile seppur sottomessa a Nero, e Duncan e Isadora Pantano, i due trigemini sopravvissuti all'incendio che ha distrutto la loro casa e ucciso i genitori e il fratello gemello Quigley. I Pantano e i Baudelaire scoprono di possedere due diverse metà combacianti di un telescopio ritrovati fra le macerie delle loro case e che le loro storie hanno molto in comune. Gli amici, così, si mettono a cercare un libro sulle organizzazioni segrete che potrebbe dar loro una risposta. Tale libro viene consegnato a Larry da Jacquelyn, affinché lo consegni ai bambini, ma l'uomo finisce per perderlo. Nel frattempo il conte Olaf e la sua troupe si nascondono nei pressi della scuola, incapaci di entrare per un sistema di sicurezza programmato per riconoscere Olaf. Tuttavia, facendosi aiutare da Carmelita, il conte riesce a infiltrarsi di nascosto e a bloccare Larry nella cella frigorifera della mensa. Dopodiché si traveste e si presenta alla scuola come nuovo insegnante di educazione fisica, coprendo il mono sopracciglio con un turbante e il tatuaggio sulla caviglia con scarpe da ginnastica.

## L'atroce accademia - Parte 2
- Diretto da: Barry Sonnenfeld
- Scritto da: Joe Tracz

### Trama
Violet e Klaus cercano di spiegare a tutti chi sia veramente l'insegnante di ginnastica, ma non vengono creduti da nessuno. Olaf convince Nero a sottoporre i Baudelaire a un estenuante programma di esercizi, facendoli correre in cerchio per tutte le notti dopo il tramonto. In tal modo i fratelli peggiorano il loro rendimento scolastico per la stanchezza e non riescono a trovare il tempo per cercare di scoprire i piani del conte. A causa dello scarso rendimento, Nero informa i Baudelaire che verranno sottoposti a un test il giorno successivo e, se non lo passeranno, verranno espulsi dalla scuola. Inoltre dovranno ugualmente correre tutta quella notte come al solito, pertanto si rendono conto di non avere tempo per studiare e prepararsi. I Pantano si offrono di aiutarli, correndo al loro posto mascherandosi da loro, ma vengono scoperti e si nascondono nella biblioteca. Qui trovano il libro sulle organizzazioni segrete e riescono a leggere il vero scopo del cannocchiale, prima di essere catturati dall'uomo con gli uncini. Il giorno dopo i Baudelaire, con la presenza del signor Poe, superano brillantemente l'esame e, durante il corso, svelano l'identità del conte Olaf. Quest'ultimo, però, riesce a fuggire con la sua banda rapendo i Pantano, poiché anche loro sono i proprietari di una ricca fortuna. Poco prima di essere portati via, i trigemini riescono a urlare ai Baudelaire delle iniziali, "VF". Nel frattempo Larry viene salvato dalla cella frigorifera dal fratello di Lemony, Jacques, mentre Olivia recupera il libro sulle organizzazioni segrete abbandonato dai Pantano.

## L'ascensore ansiogeno - Parte 1
- Diretto da: Bo Welch
- Scritto da: Daniel Handler

### Trama
Mentre è in corso una caccia all'uomo per il Conte Olaf, il signor Poe porta i Baudelaire all'attico di Jerome Squalor, un vecchio amico dei loro genitori ora sposato con la ricca e ossessionata dalla moda Esmé Squalor. Mentre vengono presentati ai coniugi, scoprono che il Conte Olaf è già arrivato, travestendosi e fingendosi un ricco pretendente di Esmé di nome Gunther. I fratelli ipotizzano che il conte voglia uccidere Jerome per sposarsi con Esmé e diventare loro tutore legale. Nel frattempo, Olivia è preoccupata per i ragazzi e mostra a Poe il libro sulle organizzazioni segrete; questo porta Jacquelyn a contattare Jacques, che arruola Olivia nella loro società. Esmé suggerisce di andare a pranzo in un ristorante a tema salmone dove Larry lavora come cameriere, cercando rallentare la compagnia per dare tempo a Jacques e Olivia di cercare i Pantano nel condominio degli Squalor. Durante il pasto Klaus ha l'idea di andare a controllare l'ascensore in più che in realtà si rivela essere un profondo pozzo vuoto; con un paracadute improvvisato i tre scendono fino a terra trovando i Pantano intrappolati in una gabbia.

## L'ascensore ansiogeno - Parte 2
- Diretto da: Bo Welch
- Scritto da: Daniel Handler

### Trama
I Baudelaire non riescono a liberare i Pantano, ma apprendono diverse informazioni riguardo al cannocchiale, che permette loro di tornare all'attico usando il paracadute come mongolfiera. Trovando Esmé con Jerome addormentato, decidono di raccontarle dei piani di Olaf; la donna sembra essere dalla loro parte, ma poi li spinge giù per la tromba dell'ascensore dove restano intrappolati in una rete appena messa dagli scagnozzi di Olaf: infatti Esmé è in combutta con il conte e progettano di portare i Pantano fuori città tramite un oggetto di un'asta che si terrà a breve. Grazie a Sunny riescono a scappare e il trio trova un passaggio segreto che conduce alle rovine della loro casa. Mentre Esmé e Olaf incominciano l'asta, i Baudelaire, il signor Poe e sua moglie, Jacques, Olivia, Larry e Jacquelyn si ritrovano tutti sul posto e incominciano una battaglia per aggiudicarsi l'oggetto che sembrerebbe contenere i Pantano rinchiusi al suo interno. I fratelli vincono l'asta, ma scoprono che era tutto un trucco; la vera identità di Olaf viene svelata e il criminale deve fuggire con Esmé, la sua troupe e una statua di un'aringa rossa, il vero oggetto contenente i Pantano. I Baudelaire chiedono a Jerome di aiutarli a ritrovare i trigemini, ma lui è troppo spaventato per aiutarli. Il signor Poe informa i bambini che c'è un villaggio con le iniziali di VF disposto ad allevarli.

## Il vile villaggio - Parte 1
- Diretto da: Barry Sonnenfeld
- Scritto da: Sigrid Gilmer

### Trama
Poe porta i Baudelaire al villaggio VF, dove i loro tutori saranno tutti i cittadini, come parte di un nuovo programma. Gli orfani, che dovranno stare con Hector, il tuttofare del posto che sta segretamente costruendo una casa mobile con aria calda per fuggire da quel luogo, capiscono che i Pantano sono tenuti nelle vicinanze, prigionieri di Olaf. Anche Olaf, Esmé e la troupe sono infatti arrivati al villaggio e si sono stabiliti nella caserma dei pompieri abbandonata dove Esmé si traveste da Luciana, il nuovo capo della polizia locale. Jacques e Olivia sopraggiungono e catturano Olaf. Intanto il villaggio viene a sapere della cattura del conte e vi una riunione in municipio, dove appare il vero Olaf sotto le sembianze del detective Dupin, ingannando i cittadini sul fatto che Jacques sia Olaf. Jacques viene condannato a morte, ma Olivia convince Esmé a liberare lei e Jacques in cambio della posizione di una zuccheriera, oggetto legato al passato di Esmé. Jacques invia Olivia da Madame Lulu, un'associata dei VF, per trovare la zuccheriera prima dei malvagi, poi affronta Olaf di persona, rivelando la vita passata di quest'ultimo come agente dei VF. Tuttavia Olaf ed Esmé riescono a stendere Jacques e lo uccidono. Il giorno dopo i Baudelaire vengono informati che "Olaf" è stato assassinato.

## Il vile villaggio - Parte 2
- Diretto da: Barry Sonnenfeld
- Scritto da: Sigrid Gilmer

### Trama
Olaf ed Esmé, travestiti da Dupin e Luciana, convincono rapidamente i cittadini che i Baudelaire siano gli assassini di Olaf, usando come "prove" degli strumenti presi dai bambini per tentare di liberare Jacques la notte precedente. Il Consiglio degli anziani condanna gli orfani a bruciare sul rogo; in prigione, dove sono temporaneamente tenuti, i fratelli deducono dagli indizi lasciatogli dai Pantano che essi sono nascosti nella fontana a forma di corvo nella piazza cittadina e, dopo essere evasi, riescono a liberarli. Gli abitanti del villaggio, guidati da Olaf ed Esmé, cercano di catturare i bambini ma sopraggiungono Larry e Jacquelyn, informati dell'omicidio di Jacques. I ragazzi trovano un camion dei pompieri che permette ai Pantano, usando la scala, di salire sulla casa mobile di Hector. Prima che possano salirci anche i Baudelaire, però, Esmé riesce a bucare dei palloncini del veicolo con una freccia, così i tre decidono di restare a terra per non appesantire troppo la casa mobile e dando tempo ai loro amici di fuggire. Come ringraziamento, i Pantano cercano di lanciargli i loro appunti su VF, ma Esmé riesce a colpirli sparpagliandoli ovunque, ferendo anche un corvo. Avendo violato la regola più sacra del villaggio, i cittadini circondano Olaf ed Esmé, mentre i Baudelaire raccolgono più pagine che possono e fuggono con il camion dei pompieri.

## L'ostile ospedale - Parte 1
- Diretto da: Alan Arkush
- Scritto da: Joshua Conkel

### Trama
Dopo aver finito la benzina, i Baudelaire sfuggono a Olaf e i suoi scagnozzi inserendosi in un gruppo di volontari diretto all'ospedale di Heimlich. Intrufolatisi nell'edificio, si incontrano con Hal, il gestore di tutti i fascicoli dell'ospedale, che accetta i tre come assistenti a patto che non leggano nulla. I bambini guadagnano rapidamente la fiducia dell'uomo, pur senza rivelare la loro identità in quanto ricercati per omicidio; in quel momento arriva all'ospedale una bobina etichettata "Snicket", che i Baudelaire vorrebbero vedere. Nel frattempo, Olaf e i suoi complici si travestono da medici e infermieri e spaventano Babs, la responsabile delle risorse umane, per impossessarsi dell'ospedale, così che il conte possa trovare i Baudelaire e Esmé possa trovare la zuccheriera. Intanto i bambini sono costretti a rubare le chiavi a Hal per accedere alla biblioteca e visionare il filmato di Snicket, nel quale Jacquet rivela che uno dei loro genitori potrebbe essere scampato all'incendio. Tuttavia, in quell'istante sopraggiunge Esmé; nel caos che ne segue Klaus e Sunny riescono a nascondersi nei condotti d'aerazione, mentre Violet viene catturata da Olaf ed Esmé.

## L'ostile ospedale - Parte 2
- Diretto da: Alan Arkush
- Scritto da: Joshua Conkel

### Trama
Olaf, con lo pseudonimo di Mattathias, ed Esmé nascondono Violet come paziente dell'ospedale sotto falso nome, avvertendo tutti della presenza di Klaus e Sunny come assassini. Klaus e Sunny si travestono da dottore, rintracciando Violet: questa però si rivela una trappola. Infatti Olaf costringe Klaus, nel suo travestimento, a operare Violet con un intervento di rimozione della testa. Klaus riesce a prendere tempo e offre a Esmè la bobina di Jacques, pensando che essa sia la famosa zuccheriera che la donna sta cercando, in cambio della loro salvezza. Olaf visualizza il filmato e scopre che un genitore dei Baudelaire potrebbe essere sopravvissuto, poi appicca un incendio, incolpando i Baudelaire. Sfruttando l'incendio, i fratelli riescono a scappare nella confusione generale. Poiché ci sono in giro dei poliziotti i bambini capiscono che la loro unica possibilità di scappare è nascondersi nel bagagliaio dell'auto di Olaf che, assieme alla sua troupe, si sta dirigendo da Madame Lulu sperando di saperne di più sul Baudelaire sopravvissuto. Intanto, una persona misteriosa recupera la zuccheriera dall'ospedale.

## Il carosello carnivoro - Parte 1
- Diretto da: Loni Peristere
- Scritto da: Joe Tracz

### Trama
Un flashback ambientato a una festa in maschera del VF mostra Lemony provare ad avvertire una donna vestita da libellula riguardo a Olaf. Nel presente, il conte e la sua troupe si dirigono al Carosello Caligari per parlare con la veggente Madame Lulu riguardo al possibile Baudelaire sopravvissuto all'incendio. Lulu, in realtà Olivia travestita, afferma che potrà dare loro la risposta la mattina successiva. I Baudelaire sentono di nascosto la conversazione e, sperando di scoprire anche loro la verità, si travestono da freaks da circo: Violet e Klaus come Beverly ed Elliot, una persona a due teste, mentre Sunny da bambina-lupo. I bambini vengono così accettati e condotti dagli altri freaks, ovvero Hugo, un uomo con la gobba, Colette, una contorsionista e Kevin, che è perfettamente ambidestro. Il giorno successivo, Lulu afferma a Olaf che, effettivamente, un genitore dei Baudelaire è scampato all'incendio. Intanto, il conte tenta di mettere su uno spettacolo coi freaks da circo ma, visto lo scarso successo, decide di procurarsi dei leoni. Introdottisi nella tenda di Lulu, i Baudelaire scoprono diversi filmati e libri riguardo ai Volontari del Fuoco, un'organizzazione segreta di cui facevano parte i loro genitori e precedenti tutori. In quell'istante appare Madame Lulu, la quale rivela loro la sua vera identità.

## Il carosello carnivoro - Parte 2
- Diretto da: Loni Peristere
- Scritto da: Joe Tracz

### Trama
Olivia spiega ai Baudelaire che "Madame Lulu" è un'identità assunta da alcuni agenti del VF e ammette di aver mentito riguardo al superstite dell'incendio, poiché non sa nemmeno lei se ciò sia vero. Tuttavia afferma che, se ci fosse davvero un sopravvissuto, probabilmente si troverebbe nella base segreta dei VF sul Monte Manomorta. Intanto Olaf progetta di fare uno spettacolo nella quale uno dei freaks estratto a sorte sarebbe stato dato in pasto ai leoni. Esmé parla ai freaks e convince Hugo, Colette e Kevin a uccidere al posto del prescelto Madame Lulu. Il giorno successivo, Olaf estrae il nome di Violet e Klaus, i quali dovranno gettarsi nella fossa dei leoni. Olivia riesce a mettere in salvo i bambini ma viene uccisa lei stessa dal conte che la fa cadere nella fossa. Mentre i Baudelaire cercano di recuperare il materiale di VF, Olaf li raggiunge e obbliga a bruciare la tenda, appiccando fuoco a tutto il circo. Dopodiché i tre devono aggregarsi alla troupe di Olaf il quale vuole raggiungere la base dei VF per verificare se vi si trovi il Baudelaire sopravvissuto ma, quando Violet e Klaus salgono su un caravan, Olaf dimostra di averli smascherati e li fa precipitare giù dalla montagna, mentre Sunny resta con lui come prigioniera. Nello stesso istante, la precedente Madame Lulu arriva al circo con la zuccheriera e trova tutto bruciato.